# I Still Believe
Mientras estés conmigo (en inglés: I Still Believe) es una película de drama romántico cristiano de 2020 dirigida por Erwin Brothers y protagonizada por KJ Apa, Britt Robertson, Shania Twain, Melissa Roxburgh y Gary Sinise. Se basa en la vida del cantante y compositor de música cristiana contemporánea estadounidense Jeremy Camp y su primera esposa, Melissa Lynn Henning-Camp, a quien le diagnosticaron cáncer de ovario poco antes de casarse. La canción de Camp "I Still Believe" es el mismo nombre de la película.
La película es la primera producción de Kingdom Story Company, el quinto largometraje de los Hermanos Erwin, y su segundo estreno a través de Lionsgate. Se estrenó en ArcLight Hollywood el 7 de marzo de 2020 y se estrenó en los Estados Unidos el 13 de marzo de 2020.

## Sinopsis
Basado en las memorias de Camp del mismo título, se enfoca en el romance de Camp con su primera esposa, Melissa, con quien se casó en octubre de 2000 a pesar de saber que se estaba muriendo. La pareja fue informada después de su luna de miel que el cáncer de Melissa se había extendido. Ella murió en febrero de 2001, 4 meses y medio después de casarse. Dramatiza los años universitarios de Camp, su ascenso como cantante conocido y, finalmente, conoce a su segunda esposa, Adrienne. 

## Reparto
- KJ Apa como Jeremy Camp
- Britt Robertson como Melissa Lynn Henning-Camp
- Gary Sinise como Tom Camp
- Shania Twain como Terry Camp
- Melissa Roxburgh como Heather Henning
- Nathan Parsons como Jean-Luc
- Abigail Cowen como Adrienne Camp

## Producción
La película es el primer proyecto de un acuerdo alcanzado entre Erwin Brothers y Lionsgate después del éxito de su película I Can Only Imagine en 2018. También es la primera película producida por Kingdom Story Company, un estudio de cine fundado por Erwin Brothers, Kevin Downes y Tony Young, y la segunda película biográfica musical de los Hermanos Erwin después de I Can Only Imagine. 
Jeremy Camp participó activamente en la producción de la película, mientras que el cantante y compositor Bart Millard de MercyMe (cuya historia de vida fue contada en I Can Only Imagine de Erwin Brothers) actuó como productor ejecutivo, junto con Camp, Jon Gunn y otros. 

### Casting
KJ Apa fue anunciado como el protagonista de la película, interpretando a Camp, y Gary Sinise fue anunciado para el papel del padre de Camp, en CinemaCon  abril de 2019. Ese mismo mes se anunció que Britt Robertson coprotagonizaría como Melissa Camp, junto con Shania Twain como la madre de Camp, Melissa Roxburgh como la hermana de Melissa y Nathan Parsons como Jean-Luc, un amigo común.
Apa, quien hizo su propio canto para la película, dijo que se sintió atraído por la historia porque "su amor es puesto a prueba en esta película", y agregó, "se trata de viajar a través de sus mayores miedos y decepciones y de seguir aún creyendo. Creo que cualquiera, todos pueden relacionarse con esta película porque es una historia sobre amor, pérdida y esperanza". Apa más tarde relató que su papel en I Still Believe es "la cosa más genial que he hecho". Jeremy Camp declaró que Apa estaba preocupado por los detalles y que a menudo lo consultaba cuando tenía dudas sobre cómo interpretar a su personaje en ciertas escenas.
El codirector Andrew Erwin relató que esperaba que el elenco, particularmente Apa y Robertson, atrajera a no cristianos además de una audiencia cristiana.

### Música
El compositor John Debney fue contratado para escribir la música de la película, mientras KJ Apa cantaba sus propias interpretaciones de varias canciones escritas por Jeremy Camp durante el período de su vida contado en la película, incluyendo "I Still Believe", "Walk by Faith "y" This Man". I Still Believe es la tercera vez que John Debney compone la banda sonora para una película cristiana, después de La Pasión de Cristo en 2004 y The Young Messiah en 2016. 

### Guion
Jon Erwin, Jon Gunn y Madeline Carrol (que protagonizó I Can Only Imagine) escribieron el guion de I Still Believe. La película es el debut como guionista de Madeline Carrol. Jeremy Camp, inicialmente inquieto acerca de cómo se leería el guion de la película, se sorprendió al descubrir que le gustó de inmediato por "cuán preciso y hermoso fue".

### Rodaje
La filmación comenzó en el área de Mobile, Alabama, en mayo de 2019, donde se filmó por completo.
El director de fotografía de la película, Kristopher Kimlin, había colaborado con los Hermanos Erwin en sus producciones pasadas, Moms 'Night Out, Woodlawn y I Can Only Imagine. 

## Estreno
I Still Believe se estrenó en ArcLight Hollywood en Hollywood, California, el 7 de marzo de 2020, y fue estrenada en los cines norteamericanos el 13 de marzo por Lionsgate, con proyecciones tempranas en los cines IMAX el 11 de marzo. I Still Believe es el primer largometraje basado en la fe que se estrena en las pantallas IMAX.

## Premios
En 2020, la película ganó un Dove Award, en la categoría Película inspiradora del año.